# Slobodan Dubajić
Slobodan Dubajić, srbski nogometaš, * 19. februar 1966, Zrenjanin.
Za srbsko reprezentanco je odigral eno uradno tekmo.